# Kintampo South District
Kintampo South District är ett distrikt i Ghana.   Det ligger i regionen Brong-Ahaforegionen, i den centrala delen av landet, 300 km nordväst om huvudstaden Accra. Antalet invånare är 85 993. Arean är 3 808 kvadratkilometer.
Terrängen i Kintampo South District är kuperad åt sydost, men åt nordväst är den platt.